# 巴尼斯紐約

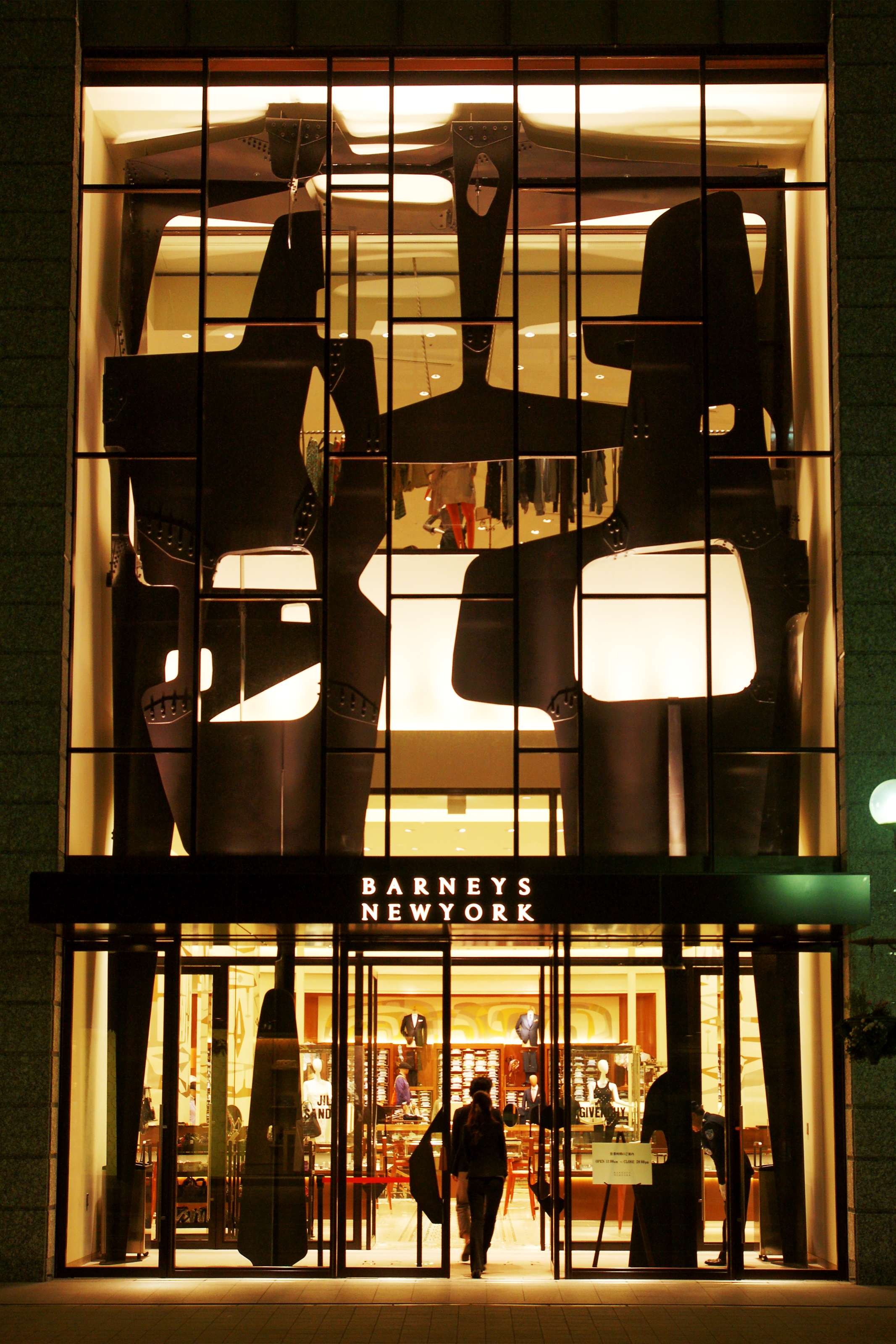
日本神戶分店

巴尼斯紐約（英語：Barneys New York）是一家美國奢侈品連鎖百貨公司，總部位於紐約市，共有三家旗艦店，分別位於紐約市、比佛利山莊和芝加哥，在美國其他城市也有較小的百貨店。該公司由巴尼·普利斯曼（Barney Pressman）成立於1923年的曼哈頓。2019年8月，它宣布破产。正宗品牌集团（Authentic Brands Group）在2019年11月将其买下，并将“巴尼斯纽约”商标授予萨克斯第五大道。

## 巴尼斯紐約CO-OP
巴尼斯紐約CO-OP創始于1986年，其商品售價較爲低廉，面向年輕的消費者。但在2013年巴尼斯紐約宣佈放棄CO-OP店，其中一部分的CO-OP轉爲正式的巴尼斯紐約商店。

## 外部連結
- Jones Apparel Group official website （页面存档备份，存于）
- 官方网站
- 巴尼斯紐約的X（前Twitter）
- Barneys CO-OP official website
- Barneys New York & Barneys CO-OP Flagship Stores

40°45′52″N 73°58′15″W / 40.764569°N 73.970698°W